# 北谷村 (福井県)
北谷村（きただにむら）は福井県大野郡にあった村。現在の勝山市北谷町各町にあたる。

## 地理
- 山岳：高倉山、取立山、烏岳、大長山、赤兎山、大舟山
- 河川：滝波川

## 歴史
- 1889年（明治22年）4月1日 - 町村制の施行により、谷村、河合村、木根橋村、小原村、北六呂師村、中尾村、杉山村及び中野俣村の区域をもって、北谷村が発足する。
- 1954年（昭和29年）9月1日 - 勝山町、荒土村、村岡村、北郷村、北谷村、鹿谷村、遅羽村、平泉寺村及び野向村が合併して、勝山市が発足する。

## 交通

### 道路
- 国道157号